# Antonietta De Lillo
Pour les articles homonymes, voir Lillo.
Antonietta De Lillo est une réalisatrice, scénariste, productrice et photojournaliste italienne née le 6 mars 1960 à Naples.

## Biographie
De Lillo a travaillé pour des journaux tels que Il Corriere di Napoli, Napoli Oggi, Gente et L'Espresso en tant que photojournaliste et elle s'est tournée vers le cinéma après avoir obtenu son diplôme en « Discipline delle arti, della musica e dello spettacolo (it) » (DAMS) à l'université de Bologne. De 1982 à 1984, elle travaille comme assistante-réalisatrice pour la télévision et des vidéos touristiques. En 1985, elle fonde la société de production « Angio Film » avec Giorgio Magliulo, également napolitain. Elle produit et réalise son premier long métrage l'année suivante : Una casa in bilico a été un petit succès bien accueilli par la critique, tout comme la comédie satirique Matilda, qui a été tournée trois ans plus tard et qui a également reçu le prix spécial du jury au festival du film italien d'Annecy.
De plus, De Lillo a travaillé sans trêve en tant que documentariste ; certaines de ces œuvres ont également été primées. Le film I racconti di Vittoria (it) de 1995 mélangeait des épisodes de documentaire, de mise en scène théâtrale et de littérature et n'était pas destiné au grand public. Ses films tournés au XXIe siècle ont de nouveau connu le succès, en particulier Il resto di niente en 2004, qui, comme son film précédent Non è giusto (it), a été nommé pour un Ruban d'argent.

## Filmographie

### Cinéma

#### Longs-métrages
- 1985 : Una casa in bilico, coréalisé avec Giorgio Magliulo
- 1990 : Matilda, coréalisé avec Giorgio Magliulo
- 1995 : I racconti di Vittoria (it)
- 1997 : I vesuviani, segment Maruzzella
- 2001 : Non è giusto (it)
- 2004 : Il resto di niente
- 2008 : All Human Rights for All (it), segment Articolo 20
- 2015 : Oggi insieme, domani anche (it) - documentaire

#### Moyens-métrages
- 1996 : Viento 'e terra - documentaire
- 1997 : Operai - documentaire
- 1997 : Saharawi, voci distanti dal mare, coréalisé avec Jacopo Quadri et Patrizio Esposito - documentaire
- 1999 : O solemio - documentaire
- 2002 : Pianeta Tonino - documentaire
- 2011 : Il pranzo di Natale (it) - documentaire
- 2013 : La pazza della porta accanto - Conversazione con Alda Merini (it) - documentaire
- 2014 : Let's Go (it) - documentaire
- 2017 : Il signor Rotpeter (it)

#### Courts-métrages
- 1992 : Angelo Novi fotografo di scena - documentaire
- 1993 : Promessi sposi - documentaire
- 1994 : La notte americana del Dr. Lucio Fulci - documentaire
- 1995 : Ogni sedia ha il suo rumore (it) - documentaire
- 1997 : Hispaniola - documentaire
- 1999 : 'O cinema (it)
- 2000 : Il faro - documentaire

### Télévision
- La storia siamo noi (it) - feuilleton, épisodes La terra di lavoro del Casertano, Il parco nazionale del Cilento, L'Irpinia a venti anni dal terremoto, Le Vele, L'Italsider, I Quartieri Spagnoli, Il pendolarismo, Il litorale romano, L'area industriale di Cassino (2000-2001)